# Sandra Baylac

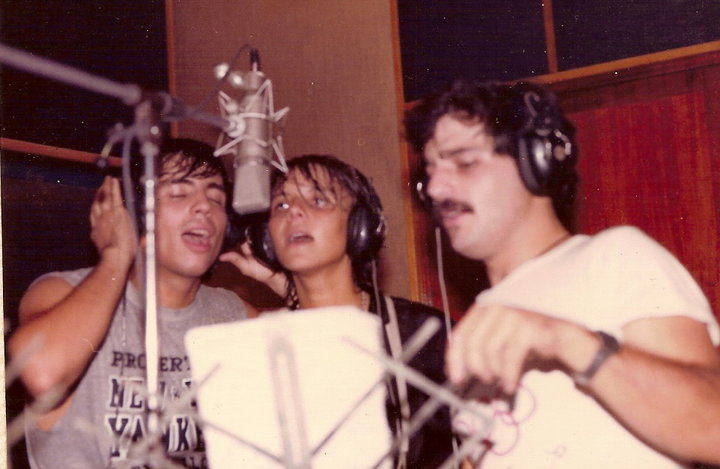
Cristian Hansen, Sandra Baylac y Zeta Bosio grabando en estudio como The Morgan.

Sandra Baylac, a veces erróneamente escrito como Sandra Baylak, (n. 2 de enero de 1962, Buenos Aires) es una destacada compositora letrista y cantante de rock argentina que ha sido acompañante de los grupos y solistas más importantes de Argentina desde comienzos de la década de 1980. En 2001 recibió el Premio Martín Fierro por Mejor cortina de TV por el tema Sobrevivientes del programa Vulnerables en 2000, junto con la coautora Roxana Amed.

## Biografía
Sandra nació en Buenos Aires el 2 de enero de 1962. Fue la tercera hija (con una gran diferencia de edad) de un matrimonio de clase media alta de la zona norte de la provincia de Buenos Aires. Su padre, Juan Roberto Baylac, era un industrial, ingeniero electrónico y navegante (corría regatas). Su madre, Dora Fleitas, era pintora y ama de casa. Su único hermano vivo, Roberto Baylac, arquitecto, es el fundador de BW Group y diez años mayor que ella.
Pasó su infancia en Florida y sus vacaciones en Uruguay. Estudió tanto la primaria como la secundaria en el Saint Andrew's Scots School de Olivos, Gran Buenos Aires. Terminó la secundaria en 1979 y en 1980 ingresó a la universidad U.C.A.
Sandra se licenció en Ciencias Políticas en la Universidad Católica Argentina en 1985.
Entre 1985 y 1986 fue becaria de la Fundación Universitaria Río de la Plata, con lo cual ganó una beca a Boston, Washington D. C. y Nueva York para realizar estudios como parte del grupo junior de la F.U.R.P.
Desde 1975 realizó estudios de canto y repertorio, técnica vocal, con África de Retes, Eduardo Cogorno, Marta Blanco, Leda Valladares, Lucia Maranca y Susana Rossi. Además estudió teatro, clown, canto, guitarra, danza contemporánea, comedia, música y composición. Hizo estudio de comedia musical con Peter Mc Farlane y Suburban players, estudios música y audio perceptiva en el conservatorio musical de La Lucila, estudio de composición con Luis Maria Corallini, entrenamiento de danza jazz con Adolfo Colque y entrenamiento de danza contemporánea con Ana Frenkel.
En 1998 tuvo un problema de salud. Luego de una operación en las cuerdas vocales por un pólipo su voz se vio seriamente afectada y tuvo que dejar de cantar. Viajó a los Estados Unidos para realizar una clínica de terapia de la voz en "The Grabscheid Voice Center, en el The Mount Sinai Medical Center. Allí estudió con Joan Lader y Amy Raider. Con el tiempo y muchos tratamientos de rehabilitación volvió a cantar, aunque ya no con el mismo timbre de voz.
Después de 2001 hizo entrenamiento actoral con Julio Chávez, entrenamiento de clown y bufón con Gabriel Chame y Mabel Salerno, armonía y guitarra con Francisco Sicilia y taller del FIBA de música mozambicana, armonía, ritmos y melodías.
En 2001 cotradujo al español Landscape, Silence y The Applicant, tres obras de Harold Pinter.
Está divorciada del abogado Miguel Montovio y tiene un hijo, fruto de ese matrimonio, nacido en 1987.

## Actividad artística

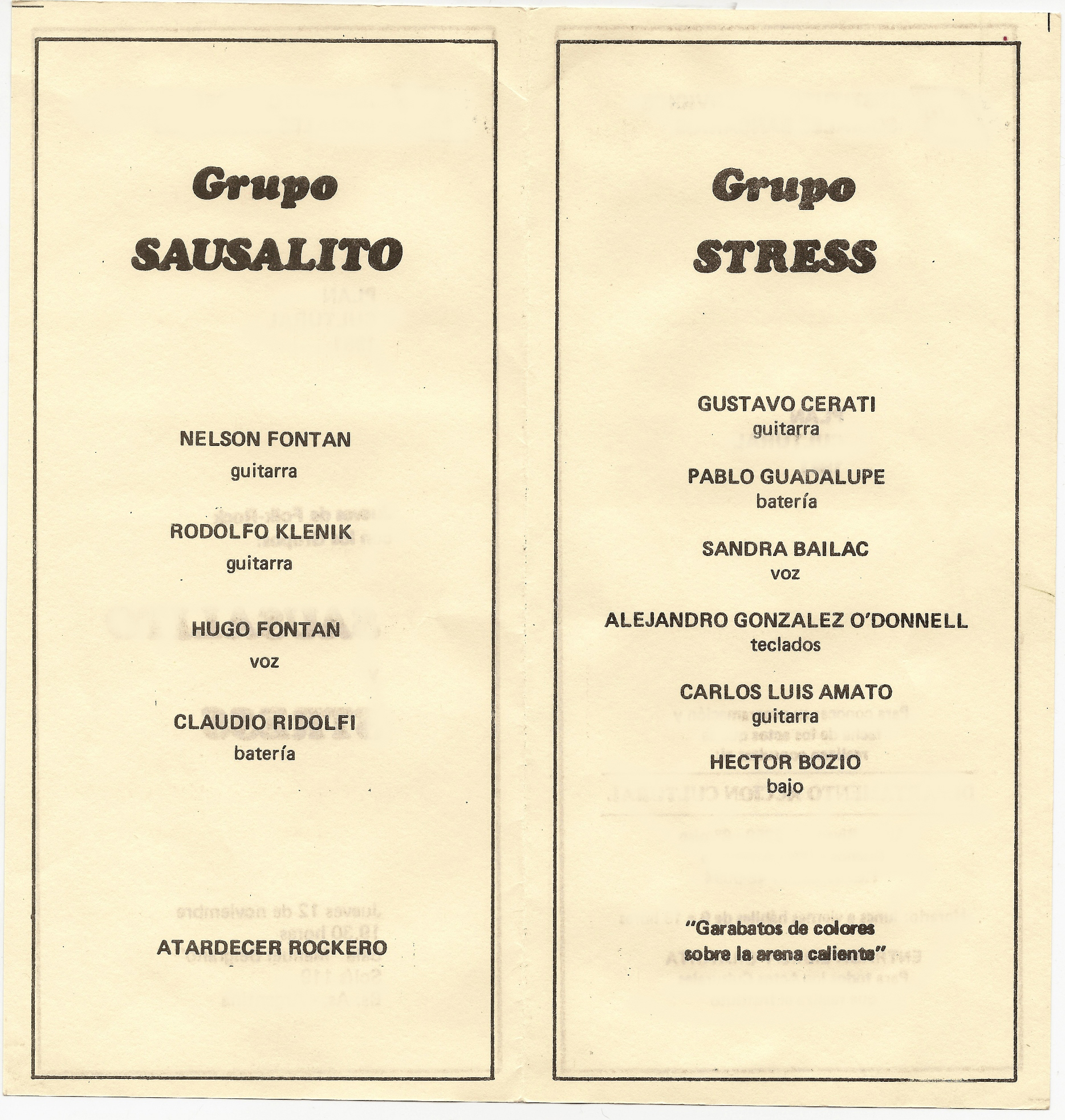
Programa del 12 de noviembre de 1981 del Grupo Stress con Gustavo Cerati, Pablo Guadalupe, Sandra Baylac, Alejandro O'Donell, Carlos Amato y Héctor Bozio.

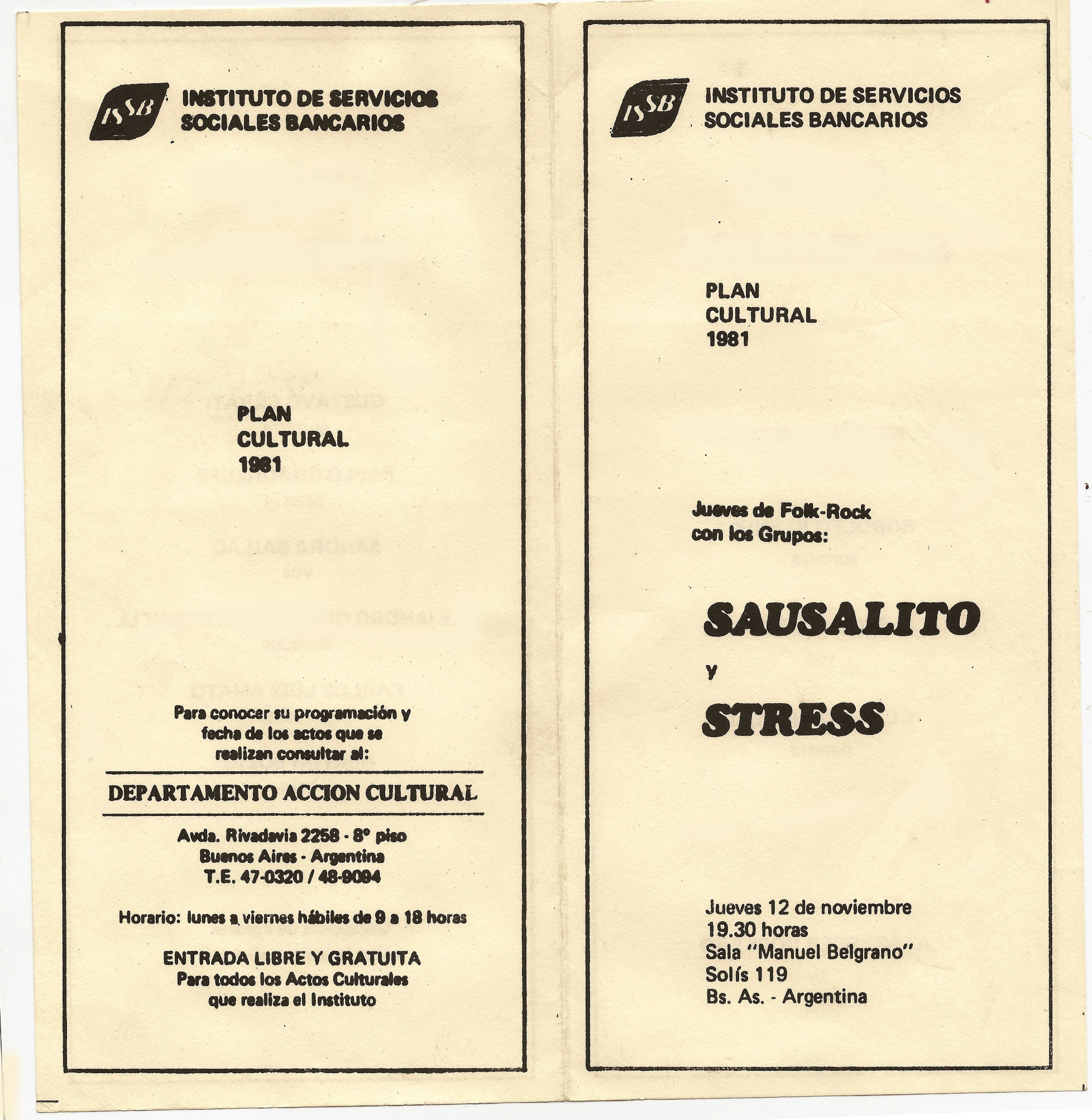
Programa del 12 de noviembre de 1981 del Grupo Stress con Gustavo Cerati, Pablo Guadalupe, Sandra Baylac, Alejandro O'Donell, Carlos Amato y Héctor Bozio.

En 1975, con catorce años, formaba parte del grupo WISH, con amigos del colegio San Andrés: Charly Amato en guitarra, Cristian Hansen en guitarra y voz, Pixie de Biedma en bajo y flauta, Pablito Guadalupe en batería, Darío Ungaro en batería y percusión y Alex O’Donnell en teclados, haciendo covers del rock inglés.
Luego comenzó a cantar junto a Zeta Bosio en la banda The Morgan, formada por Osvaldo Kaplan en el año 1980, en la que también tocaron Hugo Dop, Cristian Hansen, Pablo Rodríguez de Los Auténticos Decadentes y Charly Amato, Andrés Calamaro y Gustavo Cerati.
En 1980 la banda The Morgan, en la voz de Sandra, grabó un disco simple con la versión en castellano de la canción Lanza Perfume de Rita Lee con la discográfica MusicHALL. En 1985 graba BERP.
En 1981 formó el grupo "Stress" junto a Gustavo Cerati (guitarra), Pablo Guadalupe (batería), Alejandro O'Donell (teclados), Carlos Amato (guitarrista) y Héctor Bosio (bajo). El grupo Stress fue la génesis de "Los Estereotipos" y surge porque se juntaban los fines de semana para tocar en el fondo de la casa de Zeta Bosio en San Fernando. Después Andrés Calamaro también formó parte del grupo como tecladista.
En el verano de 1982 cantó junto a Gustavo Cerati y Zeta Bosio en Punta del Este con The Morgan.
Desde 1984 fue una de las vocalistas del grupo Collage junto a Florencia del Molino, María Politzer, Tony Harvey y Ezequiel Salas, Martín Lang en piano, Luis Pondal en guitarra, Victor Ponieman en saxo, Carlos Lucero en bajo y Omar Berro en batería.
En 1989 fue una de las fundadoras del grupo Soul Fingers junto con Celsa Mel Gowland, Laura Vázquez y Nelida Saporiti cantando temas íntegramente en inglés. Con esta banda hizo giras por Latinoamérica y se presentó como grupo soporte de Al Di Meola, Simply Red, Toto y Neil Sedaka.
Ya en la década del 90 fue una de las más destacadas coristas del rock argentino, desempeñándose con bandas como Soda Stereo, La Zimbabwe, GIT, Zas y otras grabando y arreglando voces para los discos de diferentes artistas como Ketama, Antonio Vega, Aleks Syntek, Fito Páez, Andrés Calamaro, Diego Torres, La Portuaria, Alejandro Lerner, David Lebon y Sandra Mihanovich entre otros.
Sandra compuso temas para Emanuel Ortega y ha escrito canciones como  Puede ser, La última noche,  Vuelves a mí,  De tu lado, Conmigo Siempre,  Recuerda,  Ojos negros, Lo que el viento se llevó, Sobrevivientes, cantadas por Diego Torres y Sandra Mihanovich.
También cantó mucho tiempo en los coros para Diego Torres.
En 2004 formó la banda Audiounión. Con un estilo pop iberoamericano, la banda estaba integrada por Sandra Baylac en voz y guitarra acústica, Mauricio Mayer en piano y voces, Martín García Reinoso en guitarra eléctrica y coros, Agustín Flores en bajo y Joaquín Ferrer en la batería. Ese mismo año editaron su primer álbum, Vencer la gravedad con temas de Sandra, tocando en vivo en el Centro Cultural Borges, El Chacarerean Teatre y La Vaca Profana. Sandra también tocó con La Portuaria y Diego Frenkel en la Fundación Konex.
Su tema Amnesia fue elegido como leit motiv de la película Mientras tanto (película) de Diego Lerman.
Compuso temas para artistas argentinos e internacionales Enrique Iglesias, Paulina Rubio, Alejandra Guzmán, Diego Torres, Luciano Pereyra, Emmanuel Ortega, SouL FingerS, Audiounion, Mabel y los Inmaculados y Divas de Diván.
Además fue entrenadora vocal y entrenador de cantantes y actores como Julio Chávez, Mariana Fabbiani, Mirta Busnelli, Carlos Casella, Leticia Bredice, Diego Frenkel, Ale Sergi del grupo Miranda! y María Merlino entre otros.
También trabajó como entrenador vocal para elencos del Teatro Municipal General San Martín. Sandra da talleres en la escuela de Julio Chávez y en el IUNA.
Desde 2008 forma un dúo con su amiga artística de siempre Laura Vázquez y genera un proyecto entre lo musical y el teatro, con un piano, una guitarra y sus voces, contando a partir de las canciones de ambas, el acercamiento y el desencuentro entre las relaciones humanas, de hombres y mujeres, en una clave de humor muy original. Graban Divas de Diván en el 2010 para Los Años Luz discos, y se presentan en distintos escenarios, Centro cultural Borges, La Vaca Profana, y van de gira a México para tocar en el bar teatro El Vicio, en el México, D. F..
En 2009 Sandra fue la directora musical en la obra de teatro Nada del Amor me produce envidia.
Por esta puesta en escena fue nominada para el premio Teatros del Mundo.
En televisión, en 2011 participó en la miniserie "Combinaciones"!.
En 2013, el segundo disco de Divas de diván, Misión imposible incorpora una gama de géneros: reguetón, son cubano, hip hop, R&B, y disco, además de versiones de obras reconocidas, como “Ya no sé qué hacer conmigo” del Cuarteto de Nos; dos versiones de música clásica “La Habanera” de la ópera Carmen de Bizet y “El Duo de Gatti Buffo” de Rossini. Mariana Fabbiani y Mirta Busnelli se convirtieron en las madrinas del dúo.

## Discografía
| Año  | Título             | Descripción |
| ---- | ------------------ | --- |
| 1981 | Lanza Perfume      | Disco Simple, versión en castellano de la canción de Rita Lee(1980), (MusicHALL).                                                                                                 |
| 1985 | BERP               | [ 13 ] |
| 1993 | Soul Fingers       | DG-discos |
| 1997 | XX                 | Producido por Cachorro López y Sebastian Schon, Polygram |
| 1998 | Tributo a Queen    | Trabajó en el disco versionando temas para artistas latinoamericanos que grabaron en castellano canciones del grupo, entre ellos Paulo Ricardo, Ketama, Antonio Vega y Fito Páez. |
| 1999 | Baby Revolution    | Versionó temas para Gianlucca Grignani (Campi di Popcorn: “Baby Revolution”), y para La Mosca Tsé-Tsé, entre otros.                                                               |
| 2005 | Vencer la gravedad | Con Audiounión |
| 2010 | Diva de diván      | Con Laura Vázquez |
| 2013 | Misión imposible   | Con Laura Vázquez, coproducido junto a Juan Blas Caballero |

## Premios y nominaciones
| Año  | Premio                   | Categoría    | Trabajo nominado                                       | Resultado | Fuente |
| ---- | ------------------------ | ------------ | ------------------------------------------------------ | --------- | ------ |
| 2001 | Premios Martín Fierro    | Mejor música | Canción “Sobrevivientes” de la serie de TV Vulnerables | Ganadora  | [ 3 ]  |
| 2009 | Premio Teatros del Mundo | Mejor música | Obra de teatro Nada del Amor me produce envidia.       | Nominada  | [ 37 ] |